# Đường cao tốc Busan–Ulsan
Đường cao tốc Busan–Ulsan Co., Ltd. (tiếng Hàn: 부산울산고속도로; Romaja: Busan Ulsan Gosok Doro), hoạt động như Đường cao tốc Busan–Ulsan, là một đường cao tốc dài 47.2 km ở Hàn Quốc, nối Haeundae, Busan đến Ulju, Ulsan.

## Lịch sử
Đường cao tốc mở cửa vào 29 thang 12, 2008 và giảm bớt thời gian đi lại giữa Busan và Ulsan từ 57 phút xuống 30 phút. Giá của phí thu là KRW3,500 (US$3.12 tính từ tháng 4 2013) vào ngày mở cửa.

## Liên kết
- Trang chủ chính thức